# Haifa Underdogs 2017-2018
Questa voce raccoglie le informazioni riguardanti gli Haifa Underdogs nelle competizioni ufficiali della stagione 2017-2018.

## Israel Football League 2017-2018

### Pre-season
| Tamra 4 novembre 2017, ore 20:30 | Haifa Underdogs | 24 – 32 (3-6 7-6 6-6 8-14) referto | Petah Tikva Troopers | (31 spett.)\| Arbitro: \| Roy Friedman \| |
| Arbitro:                         | Roy Friedman    |                                    |                      |                                           |

### Stagione regolare
| Mazkeret Batya 17 novembre 2017, ore 10:00 | Mazkeret Batya Silverbacks | 7 – 14 (0-7 0-7 0-0 7-0) referto | Haifa Underdogs | Mazkeret Batya Field (24 spett.)\| Arbitro: \| Roy Friedman \| |
| Arbitro:                                   | Roy Friedman               |                                  |                 |                                                                |

| Petah Tiqwa 23 novembre 2017, ore 20:30 | Petah Tikva Troopers | 12 – 9 (0-2 6-0 0-7 6-0) referto | Haifa Underdogs | HaMoshava Practice Field (42 spett.)\| Arbitro: \| Omer Sela \| |
| Arbitro:                                | Omer Sela            |                                  |                 |                                                                 |

| Gerusalemme 7 dicembre 2017, ore 20:04 | Jerusalem Lions | 37 – 0 (12-0 5-0 20-0 0-0) referto | Haifa Underdogs | Kraft Sports Campus (41 spett.)\| Arbitro: \| Tzachi Luz \| |
| Arbitro:                               | Tzachi Luz      |                                    |                 |                                                             |

| Abu Snan 22 dicembre 2017, ore 10:00 | Haifa Underdogs | 14 – 7 (0-0 7-7 0-0 7-0) referto | Mazkeret Batya Silverbacks | (43 spett.)\| Arbitro: \| Luz \| |
| Arbitro:                             | Luz             |                                  |                            |                                  |

| Gerusalemme 29 dicembre 2017, ore 10:00 | Judean Rebels | 14 – 13 (6-0 0-10 0-0 8-3) referto | Haifa Underdogs | Kraft Sports Campus (31 spett.)\| Arbitro: \| Sela \| |
| Arbitro:                                | Sela          |                                    |                 |                                                       |

| 5 gennaio 2018, ore 10:00 | Haifa Underdogs | 0 – 18 | Tel Aviv Pioneers |  |

| Abu Snan 19 gennaio 2018, ore 10:00 | Haifa Underdogs | 6 – 12 (d.t.s.) | Petah Tikva Troopers |  |

| 27 gennaio 2018, ore 21:15 | Beersheva Black Swarm | 6 – 21 (0-0 0-13 0-0 6-8) referto | Haifa Underdogs |  |

| 2 febbraio 2018, ore 10:00 | Haifa Underdogs | 20 – 8 | Beersheva Black Swarm |  |

| 23 febbraio 2018, ore 10:00 | Haifa Underdogs | 46 – 0 (19-0 6-0 15-0 6-0) | Judean Rebels |  |

### Playoff
| Netanya 9 marzo 2018, ore 10:00 | Haifa Underdogs | 6 – 28 (0-14 6-0 0-6 0-8) referto | Tel Aviv Pioneers | Wingate Institute (38 spett.)\| Arbitro: \| Hakim \| |
| Arbitro:                        | Hakim           |                                   |                   |                                                      |

### Statistiche di squadra
| Competizione | %Vittorie | In casa | In casa | In casa | In casa | In casa | In casa | In trasferta | In trasferta | In trasferta | In trasferta | In trasferta | In trasferta | Totale | Totale | Totale | Totale | Totale | Totale |
| Competizione | %Vittorie | G       | V       | N       | P       | Pf      | Ps      | G            | V            | N            | P            | Pf           | Ps           | G      | V      | N      | P      | Pf     | Ps     |
| ------------ | --------- | ------- | ------- | ------- | ------- | ------- | ------- | ------------ | ------------ | ------------ | ------------ | ------------ | ------------ | ------ | ------ | ------ | ------ | ------ | ------ |
| Preseason    | .000      | 1       | 0       | 0       | 1       | 24      | 32      | 0            | 0            | 0            | 0            | 0            | 0            | 1      | 0      | 0      | 1      | 24     | 32     |
| Campionato   | .500      | 5       | 3       | 0       | 2       | 86      | 45      | 5            | 2            | 0            | 3            | 57           | 76           | 10     | 5      | 0      | 5      | 143    | 121    |
| Playoff      | .000      | 1       | 0       | 0       | 1       | 6       | 28      | 0            | 0            | 0            | 0            | 0            | 0            | 1      | 0      | 0      | 1      | 6      | 28     |
| Totale       | .417      | 7       | 3       | 0       | 4       | 116     | 105     | 5            | 2            | 0            | 3            | 57           | 76           | 12     | 5      | 0      | 7      | 173    | 181    |